# Municipio de Metapa
El Municipio de Metapa es uno de los 124 municipios que conforman el estado de Chiapas, su cabecera es la localidad de Metapa de Domínguez.

## Toponimia
La palabra Metapa significa en la lengua náhuatl, "Río de los magueyes".

## Geografía
El municipio está ubicado dentro de la llanura Costera del Pacífico, en la región histórica del Soconusco, constituyente en la actualidad de la denominada Región X Soconusco.
Las coordenadas extremas del municipio son: al norte 14°52' de latitud norte; al sur 14°47' de latitud; al este 92°10' de longitud oeste; al oeste 92°15' de longitud.
El municipio de Metapa limita al norte y oeste con el municipio de Tuxtla Chico, al sur con el municipio de Frontera Hidalgo y al oriente con la República de Guatemala.
Según la clasificación climática de Köppen, el clima del municipio corresponde al tipo Aw (tropical seco).

## Demografía
De acuerdo a los resultados del Censo de Población y Vivienda de 2020 realizado por el Instituto Nacional de Estadística y Geografía, la población total del municipio es de 5876 habitantes, lo que representa un crecimiento promedio de 1.6% anual en el período 2010-2020 sobre la base de los 5033 habitantes registrados en el censo anterior. Al año 2020 la densidad del municipio era de 258,2 hab/km².
| Gráfica de evolución demográfica de Municipio de Metapa entre 2000 y 2020 |
|                                                                           |
| Fuente: Instituto Nacional de Estadística Geografía e Informática         |

El 46.9% de los habitantes (2756 personas) eran hombres y el 53.1% (3120 personas) eran mujeres. El 91.7% de los habitantes mayores de 15 años (3790 personas) estaba alfabetizado. La población indígena era de 71 personas.
En el año 2010 estaba clasificado como un municipio de grado medio de vulnerabilidad social, con el 16.55% de su población en estado de pobreza extrema.

### Localidades
En el censo de 2020 el municipio de Metapa contaba con 7 localidades.
| Código INEGI    | Localidad             | Población (2020) |
| --------------- | --------------------- | ---------------- |
| 070550001       | Metapa de Domínguez   | 2 860            |
| 070550002       | El Arenal             | 521              |
| 070550003       | Cacahoatales          | 783              |
| 070550004       | Candelaria            | 448              |
| 070550005       | Los Hules             | 877              |
| 070550006       | Las Pilas             | 384              |
| 070550008       | San José el Herradero | 3                |
| Total municipal | Total municipal       | 5 876            |

## Actividades económicas
Las principales actividades económicas del municipio son el comercio minorista, los servicios vinculados al alojamiento temporal y la elaboración de alimentos y bebidas y en menor medida la prestación de servicios generales no gubernamentales.